# Gołcza (gmina)
Gołcza est une gmina rurale du powiat de Miechów, Petite-Pologne, dans le sud de la Pologne. Son siège est le village de Gołcza, qui se situe environ 8 km à l'ouest de Miechów et 31 km au nord de la capitale régionale Cracovie.
La gmina couvre une superficie de 90,27 km2 pour une population de 6 265 habitants.

## Géographie
La gmina inclut les villages d'Adamowice, Buk, Chobędza, Cieplice, Czaple Małe, Czaple Wielkie, Gołcza, Kamienica, Krępa, Laski Dworskie, Maków, Mostek, Przybysławice, Rzeżuśnia, Szreniawa, Trzebienice, Ulina Mała, Ulina Wielka, Wielkanoc, Wysocice, Żarnowica et Zawadka.
La gmina borde les gminy de Charsznica, Iwanowice, Miechów, Skała, Słomniki, Trzyciąż et Wolbrom.